# 珀奎曼斯縣 (北卡羅萊納州)
珀奎曼斯县（英語：Perquimans County）是位於美国北卡罗来纳州東北部的一個縣，南臨阿爾伯馬爾灣，面積852平方公里。根據2020年美國人口普查統計，共有人口13,005人。縣治赫特福德（Hertford）。該縣成立於1670年，原名伯克萊縣，1681年改名；縣名紀念阿尔冈昆人的一支。